# Magnus Holger Areskoug
Magnus Holger Areskoug, född 24 mars 1825 i Södra Vallösa, död 25 maj 1904 i Ystad, var en svensk fabrikör, fideikommissarie och kommunalman.
Areskoug var son till Magnus Ulric Areskoug och Anna Helena Ekberg. Han bosatte sig tidigt i Ystad där han ägnade sig åt diversehandel, därefter anlade han en av Sveriges första såpfabriker vid sitt gårdskomplex Klintehus på Västerportstorg – som på sin tid kallades "Areskougska gården". Areskoug beskrivs som en mycket engagerad kommunalman och deltog med stort intresse i åtskilliga företag.
Areskoug ärvde fideikommisset vid sin fars död 1859. 
Han var ledamot av Ystads första stadsfullmäktige, byggnadsnämnden, skolrådet, lasarettsstyrelsen (verkställande direktör), en av stiftarna av spritbolaget, stiftare av gamla arbetarföreningen, landstingsman, medlem av Ystads-Eslövs Järnvägsbolags styrelse, medlem och suppleant av kyrkorådetmm. Han var inom politiken en känd oppositionsman och hade lätt för att uttrycka sig, ett par gånger var han även riksdagsmannakandidat för stadens liberala parti.
Han blev riddare av Vasaorden 1873.
Det är Magnus Holger som givit namn åt kvarteren Areskoug Södra och Areskoug Norra i östra förstaden i Ystad.
Han gifte sig 1855 med Sophie Maria Schwabe dotter till köpmannen Adolf Magnus Schwabe. Han var bror till häradshövdingen Johan Anders Areskoug och fabrikören Carl Gustaf Areskoug.